# Éanna Hardwicke
Éanna Hardwicke (* 1997 in Glanmire bei Cork, Irland) ist ein irischer Film- und Theaterschauspieler und ehemaliger Kinderdarsteller.

## Leben
Éanna Hardwicke wurde 1997 im irischen Glanmire im County Cork geboren. Seine erste Filmrolle erhielt er im Alter von 12 Jahren in dem Horror-Drama The Eclipse von Conor McPherson aus dem Jahr 2009, in dem er an der Seite von Ciarán Hinds, Iben Hjejle und Aidan Quinn den jungen Thomas Farr spielte.
Seine Schauspielausbildung erhielt Hardwicke an der Lír Academy am Trinity College Dublin. Nach seinem Abschluss dort im Jahr 2018 erhielt er die Rolle eines Jungen in dem Film Vivarium von Lorcan Finnegan. Es folgten Rollen in den Fernsehserien Normal People und Smother. In dem Filmdrama Die Zeit, die wir teilen von Laurent Larivière, das im Februar 2022 im Rahmen der Filmfestspiele in Berlin seine Premiere feierte, erhielt er eine Nebenrolle. Ebenfalls im Jahr 2022 war er in der zweiten Staffel der Netflix-Serie Fate: The Winx Saga in der Rolle von Sebastian Valtor  zu sehen.
In dem Filmdrama Lakelands von Robert Higgins und Patrick McGivney spielte Hardwicke in seiner ersten Hauptrolle den Kapitän eines Gaelic-Football-Teams, der nach einem nächtlichen Angriff mit den gesundheitlichen Folgen zu kämpfen hat und seine sportliche Karriere beenden muss. Für diese Rolle wurde er beim Galway Film Fleadh 2022, wo der Film seine Premiere feierte, mit dem Bingham Ray New Talent Award ausgezeichnet und bei den Irish Film & Television Awards 2023 als bester Hauptdarsteller nominiert.
Während und nach seiner Ausbildung wirkte Hardwicke in mehreren Theaterstücken an der The Lír Academy, am National Youth Theatre und an der Lysander Cork School of Music mit.
In der ersten irischen Ausgabe von Screen International wurde er zu einem der „Rising Stars Ireland 2023“ bestimmt. Im Dezember 2023 wurde Hardwicke von European Film Promotion zu einem der zehn European Shooting Stars des Jahres 2024 bestimmt.

## Filmografie
- 2009: The Eclipse
- 2019: Vivarium – Das Haus ihrer (Alp)Träume (Vivarium)
- 2020: Normal People (Fernsehserie, 5 Folgen)
- 2021–2023: Smother (Fernsehserie, 17 Folgen)
- 2022: The Sparrow
- 2022: Die Zeit, die wir teilen (À propos de Joan)
- 2022: Fate: The Winx Saga (Fernsehserie, 7 Folgen)
- 2022: Lakelands
- 2023: The Doll Factory (Fernsehserie, 6 Folgen)
- 2023: The Sixth Commandment (Miniserie, 4 Folgen)
- 2024: Wilhelm Tell (William Tell)
- 2024: A Very Royal Scandal (Miniserie, 3 Folgen)

## Auszeichnungen
Galway Film Fleadh
- 2022: Auszeichnung mit dem Bingham Ray New Talent Award (Lakelands)

Irish Film and Television Award
- 2021: Nominierung als Bester Nebendarsteller (Smother)
- 2023: Nominierung als Bester Hauptdarsteller (Lakelands)[7]
- 2024: Nominierung als Bester Hauptdarsteller (The Sixth Commandment)[8]